# Anna Sterky
Ane Cathrine "Anna" Sterky (de soltera Nielsen; 1856–1939) fue una política sueco-danesa socialdemócrata organizadora sindical, feminista y editora, principalmente activa en Suecia.

## Biografía
Sterky trabajó como costurera en Dinamarca, donde participó activamente en el movimiento sindical danés. En 1891, se trasladó a Suecia con el organizador sindical sueco Fredrik Sterky, con quien tenía una relación y aunque nunca se casaron ella usó su apellido. Fue pionera en su trabajo por construir sindicatos de mujeres, y también trabajó para la creación de un grupo de mujeres socialdemócratas dentro del partido. 
Fue miembro del Partido Socialdemócrata Sueco de 1900 a 1925, presidenta del Sindicato de Mujeres entre 1902-1907, editora del periódico Morgonbris, 1904-1909, y presidenta honoraria de Mujeres Socialdemócratas en Suecia  entre 1920 y 1925.